# 敦賀FM放送

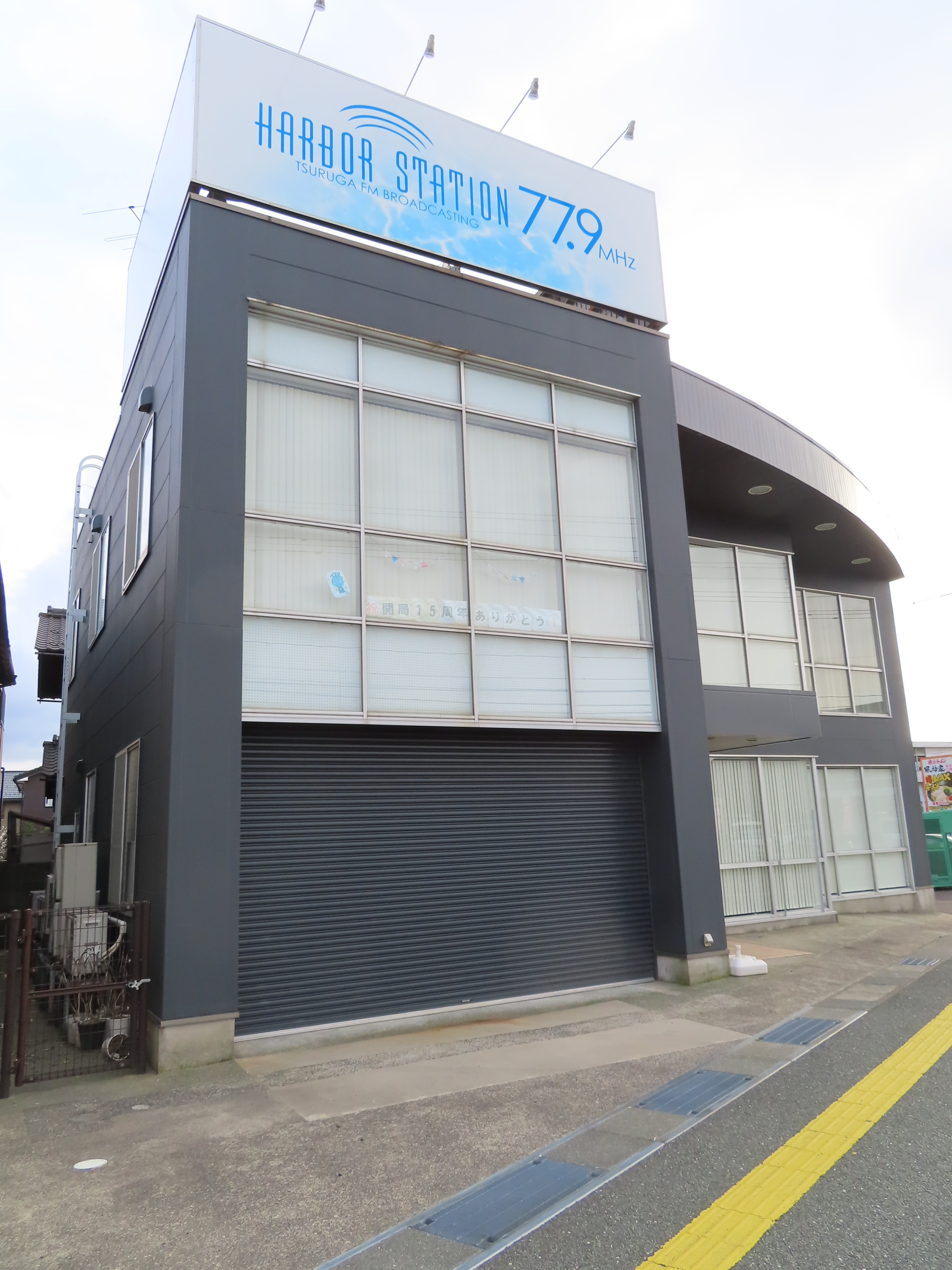
敦賀市にある本社（2023年3月）

敦賀FM放送株式会社（つるがエフエムほうそう）は、福井県敦賀市の一部地域を放送対象地域として超短波放送（FM放送）を行っている特定地上基幹放送事業者である。
HARBOR STATION（ハーバーステーション）の愛称でコミュニティ放送（コミュニティFM）を行っている。

## 概要
2007年（平成19年）開局。嶺南地方では初のラジオ局、福井県内で3局目のコミュニティFM局である（当局開局以降は県内での新規の開局がない）。敦賀市のほか、三方郡美浜町東部、南条郡南越前町も聴取可能エリアとなっている。
敦賀市の博研印刷（現在のハクケン）に勤務していた奥瀬浩之が中心になって設立。
奥瀬浩之は代表取締役に就任した
。ハクケンは筆頭株主として16.7%の出資比率を有している（2020年時点）。
本社・演奏所（スタジオ）は当初は敦賀市本町にあったが、2021年（令和3年）に昭和町に移転した。送信所は野坂の野坂岳中腹にある「少年自然の家」敷地内にあり、放送局（現・特定地上基幹放送局）の呼出符号はJOZZ5AK-FM、呼出名称はつるがエフエム。周波数77.9MHz、空中線電力は20Wで放送区域は敦賀市の一部地域。
嶺南ケーブルネットワークでは同周波数で再送信している。また、インターネットラジオはSimulRadioとListenRadioで同時配信を行っている。
敦賀市とは「災害時等における放送に関する協定」を締結している。

## 沿革
- 2006年（平成18年）12月 - 敦賀FM放送株式会社設立。
- 2007年（平成19年）
  - 2月28日 - 放送局の予備免許取得[9]。
  - 3月19日 - 試験電波発射開始。
  - 3月30日 - 放送局の免許取得。
  - 4月3日 - 14時に開局[3][4]。本社を敦賀市本町に置く[3]。
- 2008年（平成20年）1月19日 - 敦賀市と「敦賀市災害緊急放送に関する協定」を締結[10]。
- 2014年（平成26年）3月19日 - 敦賀市と「災害時等における放送に関する協定」を締結[8]。
- 2021年（令和3年）10月17日 - 本社・スタジオを敦賀市本町から同市昭和町に移転[1][11]。

## 主な番組
2022年時点。現在の番組の詳細は、公式サイトのタイムテーブルを参照。
自社制作番組は月曜日から金曜日までの放送で、週末には放送時間が設定されていない。また、自社番組内では福井新聞の配信ニュース（福井新聞ニュースを参照）、日本道路交通情報センター（JARTIC）からの交通情報が放送される。
月曜日 - 金曜日
- おはようマイタウン（7:00 - 8:00）
- ハーバーモーニングクルーズ（8:00 - 9:00）
- ハーバーアフタヌーンクルーズ（12:00 - 14:00）
- ハーバーイブニングクルーズ（17:00 - 19:00）

## 緊急告知FMラジオ
敦賀市は、2010年（平成22年）より防災ラジオ（緊急告知FMラジオ）を無償貸与している。対象は敦賀市民（住民票登録者）で1世帯につき1台、敦賀FM専用で同局以外の放送を聞くことはできない。